# Föreningsarkivet Västernorrland
Föreningsarkivet Västernorrland bildades den 3 maj 1983 tidigare gick man under namnet Folkrörelsearkivet i Västernorrland. Ett folkrörelsearkiv som bildats av de två folkrörelsearkiven från Medelpad och Ångermanland. Folkrörelsearkivet i Medelpad bildades redan den 9 mars 1943 under namnet "Arbetarrörelsens distriktsarkiv". Folkrörelsearkivet i Medelpad var ett av de första folkrörelsearkiven i landet. Folkrörelsearkivet i Ångermanland bildades 1957.

## Samlingarna
Föreningsarkivet Västernorrland har depåer i Härnösand och i Sundsvall. Föreningsarkivet Västernorrland förvarar handlingar från cirka 5 596 arkivbildare.  Till samlingarna hör arkiv från de stora folkrörelserna som arbetarrörelsen, nykterhetsrörelsen och frikyrkorörelsen. Hos Föreningsarkivet Västernorrland finns även olika typer av livsstilsföreningar som idrottsföreningar, kulturföreningar, friluftsföreningar,  ordenssällskap och flera politiska föreningar.